# Albert Desbrisay Carter
Albert Desbrisay Carter, kanadski letalski častnik, vojaški pilot in letalski as, * 2. junij 1892, Point de Bute, New Brunswick, † 22. maj 1919, Anglija.
Major Carter je v svoji vojaški službi dosegel 28 zračnih zmag.

## Življenjepis
Med prvo svetovno vojno je bil pripadnik Kraljevega letalskega korpusa in najboljši letalski as 19. eskadrilje.
19. maja 1918 ga je Paul Billik (Jasta 52) sestrelil, nakar je postal vojni ujetnik. Vrnjen je bil 13. decembra istega leta.
Umrl je 22. maja 1919, ko je testiral Fokker D.VII.

## Odlikovanja
- Distinguished Service Order (DSO) s ploščico
- Croix de Guerre